# Epizoanthus chuni
Epizoanthus chuni är en korallart som beskrevs av Oscar Henrik Carlgren 1923. Epizoanthus chuni ingår i släktet Epizoanthus och familjen Epizoanthidae. Inga underarter finns listade i Catalogue of Life.